# Mistrovství světa v biatlonu 2017 – štafeta mužů
Štafeta mužů na Mistrovství světa v biatlonu 2017 se konala v sobotu 18. února v lyžařském středisku Biathlon Stadium Hochfilzen jako devátý závod šampionátu. Zahájení štafety proběhlo ve 14:45 hodin středoevropského času. Závodu se zúčastnilo celkem 26 štafet, dohromady pak 104 závodníků.
Obhájcem titulu byla štafeta Norska, které ve stejném složení jako na předchozím šampionátu skončila v poli poražených, když obsadila 8. pozici.
Mistrovský titul získalo popáté v historii Rusko, které ve složení Alexej Volkov, Maxim Cvetkov, Anton Babikov a Anton Šipulin triumfovalo vůbec poprvé. Stříbrné medaile si mezi sebe rozdělili francouzští biatlonisté, jejichž šance na titul ještě v posledním kole držel Martin Fourcade, ten však na Rusa Šipulina nestačil. Bronz brali domácí Rakušané, kteří tak slavili zisk první medaile na šampionátu.
Češi si závod zkomplikovali už na prvním úseku, kdy museli na trestné kolo a předávali až na 21. místě. Toto umístění pak dokázali vylepšovat a nakonec v cíli obsadili 10. příčku.

## Výsledky
| Pořadí | č. | stát                                                                                  | čas                                       | střelba (L+S)                           | ztráta  |
| --- | -- | ------------------------------------------------------------------------------------- | ----------------------------------------- | --------------------------------------- | ------- |
| Zlatá medaile | 2  | Rusko Alexej Volkov Maxim Cvetkov Anton Babikov Anton Šipulin                         | 1:14:15,0 18:49,2 18:35,0 18:57,7 17:53,1 | 0+1 0+2 0+1 0+1 0+0 0+0 0+0 0+1         | —       |
| Stříbrná medaile                                                                                                  | 5  | Francie Jean-Guillaume Béatrix Quentin Fillon Maillet Simon Desthieux Martin Fourcade | 1:14:20,8 18:34,6 18:40,9 19:18,9 17:46,4 | 0+4 0+0 0+0 0+0 0+1 0+0 0+3 0+0 0+0 0+0 | +5,8    |
| Bronzová medaile                                                                                                  | 6  | Rakousko Daniel Mesotitsch Julian Eberhard Simon Eder Dominik Landertinger            | 1:14:35,1 18:50,3 18:39,3 18:52,8 18:12,7 | 0+4 0+6 0+0 0+1 0+2 0+2 0+1 0+2 0+1 0+1 | +20,1   |
| 4. | 1  | Německo (r) Erik Lesser Benedikt Doll Arnd Peiffer Simon Schempp                      | 1:14:44,6 18:29,2 19:19,1 18:47,4 18:08,9 | 0+4 0+4 0+0 0+0 0+1 0+3 0+2 0+1 0+1 0+0 | +29,6   |
| 5. | 8  | Itálie Lukas Hofer Dominik Windisch Giuseppe Montello Thomas Bormolini                | 1:15:45,8 18:48,8 18:27,1 19:37,6 18:52,3 | 0+3 0+2 0+1 0+1 0+0 0+0 0+0 0+1 0+2 0+0 | +1:30,8 |
| 6. | 4  | Ukrajina Artěm Pryma Serhij Semenov Vladimir Semakov Dmytro Pidručnyj                 | 1:15:56,3 18:43,1 18:40,3 19:29,6 19:03,3 | 0+6 0+4 0+1 0+0 0+0 0+1 0+2 0+1 0+3 0+3 | +1:41,3 |
| 7. | 18 | USA Lowell Bailey Leif Nordgren Tim Burke Sean Doherty                                | 1:16:05,5 18:41,6 18:51,6 19,49,9 18:42,4 | 0+4 0+4 0+1 0+0 0+0 0+1 0+1 0+3 0+2 0+0 | +1:50,5 |
| 8. | 3  | Norsko Ole Einar Bjørndalen Emil Hegle Svendsen Tarjei Bø Johannes Thingnes Bø        | 1:16:37,3 18:59,9 19:00,1 19,44,6 18:52,7 | 0+3 1+5 0+0 0+2 0+1 0+0 0+0 1+3 0+2 0+0 | +2:22,3 |
| 9. | 9  | Bulharsko Krasimir Anev Anton Sinapov Michail Kletčerov Vladimir Iljev                | 1:17:05,3 18:41,4 19:57,8 19,24,8 19:01,3 | 0+3 1+4 0+1 0+0 0+0 1+3 0+0 0+1 0+2 0+0 | +2:50,3 |
| 10. | 7  | Česko Tomáš Krupčík Ondřej Moravec Michal Šlesingr Michal Krčmář                      | 1:17:25,0 19:59,8 19:06,3 19,16,4 19:02,5 | 0+7 1+8 0+1 1+3 0+1 0+1 0+3 0+2 0+2 0+2 | +3:10,0 |
| 11. | 16 | Švédsko Torstein Stenersen Jesper Nelin Sebastian Samuelsson Fredrik Lindström        | 1:17:25,1 18:50,9 19:28,5 20,50,1 18:15,6 | 0+4 1+7 0+0 0+1 0+2 0+3 0+2 1+3 0+0 0+0 | +3:10,1 |
| 12. | 14 | Slovensko Matej Kazár Martin Otčenáš Tomáš Hasilla Michal Šíma                        | 1:17:44,0 19:09,0 19:24,0 19,53,9 19:17,1 | 0+6 0+3 0+1 0+0 0+2 0+1 0+3 0+2 0+0 0+0 | +3:29,0 |
| 13. | 11 | Kanada Christian Gow Scott Gow Macx Davies Brendan Green                              | 1:17:50,5 19:08,5 19:38,6 19,58,1 19:05,3 | 0+6 0+4 0+2 0+1 0+0 0+0                 | +3:35,5 |
| 14. | 12 | Kazachstán Jan Savickij Vassilij Podkorytov Maxim Braun Anton Pantov                  | 1:18:01,4 19:10,4 20:05,1 19,30,3 19:15,6 | 1+7 0+5 0+1 0+2 1+3 0+1 0+1 0+2 0+2 0+0 | +3:46,4 |
| 15. | 22 | Japonsko Mikito Tačizaki Cukasa Kobonoki Junji Nagaj Kocuke Ozaki                     | 1:18:08,1 19:08,0 19:43,3 19,55,2 19:21,6 | 0+5 0+7 0+0 0+3 0+2 0+1 0+0 0+3 0+3 0+0 | +3:53,1 |
| 16. | 10 | Švýcarsko Jeremy Finello Benjamin Weger Mario Dolder Serafin Wiestner                 | 1:18:47,5 19:59,4 18:47,0 20,55,4 19:05,7 | 0+5 2+7 0+3 0+2 0+0 0+0 0+1 2+3 0+1 0+2 | +4:32,5 |
| 17. | 21 | Rumunsko George Buta Gheorghe Pop Cornel Puchianu Remus Faur                          | 1:19:28,3 19:56,1 20:28,1 19,27,6 19:36,5 | 0+6 0+6 0+2 0+1 0+0 0+2 0+1 0+2 0+3 0+1 | +5:13,3 |
| 18. | 13 | Slovinsko Miha Dovžan Klemen Bauer Rok Tršan Lenart Oblak                             | 1:19:35,0 19:33,0 18:55,4 20,43,9 20:22,7 | 0+7 0+7 0+1 0+1 0+0 0+2 0+3 0+2         | +5:20,0 |
| 19. | 17 | Bělorusko Vladimir Čepelin Maxim Varabej Dimitrij Abašev Sergej Bočarnikov            | 1:19:55,1 19:30,5 21:32,0 19,40,4 19:12,2 | 0+5 4+7 0+1 1+3 0+2 3+3 0+0 0+0 0+3 0+1 | +5:40,1 |
| 20. | 19 | Finsko Mikko Loukkaanhuhta Tuomas Grönman Olli Hiidensalo Tero Seppälä                | 1:20:08,2 20:01,6 21:02,7 19,31,9 19:32,0 | 1+4 0+4 0+1 0+1 1+3 0+1 0+0 0+0 0+0 0+2 | +5:53,2 |
| 21. | 15 | Estonsko Rene Zahkna Kauri Kõiv Roland Lessing Kalev Ermits                           | 1:20:39,8 19:41,7 20:15,5 20,09,7 20:32,9 | 0+3 2+9 0+0 0+2 0+1 0+2 0+2 0+2 0+0 2+3 | +6:24,8 |
| 22. | 24 | Lotyšsko Andrejs Rastorgujevs Daumants Lūsa Aleksandrs Patrijuks Ilmārs Bricis        | 1:21:07,2 19:35,4 20:12,7 20,17,9 21:01,2 | 0+1 1+6 0+0 1+3 0+0 0+1 0+1 0+2 0+0 0+0 | +6:52,2 |
| 23. | 25 | Jižní Korea Kim Jong-min Lee In-bok Kim Jong-gju Heo Seon-hoe                         | LAP 20:40,2 20:05,4 20,32,8               | 0+2 0+3 0+0 0+1 0+0 0+0 0+1 0+2 0+1     |         |
| 24. | 20 | Polsko Łukasz Szczurek Grzegorz Guzik Andrzej Nędza-Kubiniec Rafał Penar              | LAP 20:12,8 20:46,7 20,37,6               | 1+6 0+2 0+2 0+1 1+3 0+0 0+0 0+1 0+1     |         |
| 25. | 23 | Litva Tomas Kaukėnas Karol Dombrovski Vytautas Strolia Rokas Suslavičius              | LAP 20:10,4 21:14,7 20,28,3               | 0+4 2+7 0+0 1+3 0+2 1+3 0+2 0+1 0+0     |         |
| 26. | 26 | Spojené království Scott Dixon Marcel Laponder Vinny Fountain Alex Gleave             | LAP 20:09,3 21:59,4                       | 3+4 0+4 0+0 0+1 0+1 0+3 3+3             |         |
| zdroj: Mezinárodní biatlonová unie LAP – tým byl předběhnut o kolo, r – vedoucí tým disciplíny ve světovém poháru |    |                                                                                       |                                           |                                         |         |